# Eleição para prefeito de São Francisco em 1995
A eleição para prefeito de São Francisco em 1995 foi realizada em 7 de novembro de 1995, com um segundo turno realizado em 12 de dezembro de 1995. O ex-presidente da Assembléia Estadual da Califórnia Willie Brown derrotou o prefeito Frank Jordan em um segundo turno, e se tornou o 41º prefeito de São Francisco.

## Resultados
| Eleição para prefeito de São Francisco em 1995 | Eleição para prefeito de São Francisco em 1995 | Eleição para prefeito de São Francisco em 1995 |
| Candidato                                      | Votos                                          | Percentagem                                    |
| ---------------------------------------------- | ---------------------------------------------- | ---------------------------------------------- |
| Willie Brown                                   | 72 955                                         | 33,66%                                         |
| Frank Jordan                                   | 70 764                                         | 32,65%                                         |
| Roberta Achtenberg                             | 56.583                                         | 26,11%                                         |
| Ben Hom                                        | 6 355                                          | 2,93%                                          |
| Angela Alioto                                  | 1 386                                          | 0,64%                                          |
| Joel Ventresca                                 | 1 279                                          | 0,59%                                          |
| Dan Larkosh                                    | 732                                            | 0,34%                                          |
| Ellis L. A. Keyes                              | 195                                            | 0,09%                                          |
| Total:                                         | 216 735                                        | 51,9%                                          |

Segundo Turno
| Eleição para prefeito de São Francisco em 1995 | Eleição para prefeito de São Francisco em 1995 | Eleição para prefeito de São Francisco em 1995 |
| Candidato                                      | Votos                                          | Percentagem                                    |
| ---------------------------------------------- | ---------------------------------------------- | ---------------------------------------------- |
| Willie Brown                                   | 107 500                                        | 55,44%                                         |
| Frank Jordan                                   | 82 173                                         | 42,38%                                         |
| Total:                                         | 193 913                                        | 45,5%                                          |